# 小行星4025
小行星4025（英語：4025 Ridley）是一颗围绕太阳公转的小行星。1981年11月24日，愛德華·鮑威爾在可可尼诺县发现了此天体。
这颗小行星的绝对星等为245.4650562864405等。